# Walther Aeschbacher
Walther Gottlieb Aeschbacher (Berna, 2 d'octubre, 1901 - Idem. 6 de desembre, 1969), va ser un director i compositor suís.

## Biografia
Walter Aeschbacher va assistir a l'escola primària i secundària a Berna. Va rebre classes de violoncel a partir dels deu anys. Als dotze anys va escriure la seva primera composició, un minuet per a violoncel i piano. Als setze anys va seguir un concert per a violoncel i orquestra. Va estudiar matemàtiques, química i física a la Universitat de Berna. Va estudiar musicologia amb Ernst Kurth. Al conservatori local va estudiar violoncel, piano i harmonia. Es va graduar a l'Acadèmia Estatal de Música de Munic el 1924 amb un diploma de director i compositor, després de traslladar-s'hi el 1921 a instàncies de Friedrich Klose. Els seus professors van ser Walter Courvoisier, Siegmund von Hausegger i Hermann Wolfgang von Waltershausen.
Després, Aeschbacher va tornar a Berna i hi va treballar com a director de cor, professor i crític musical. L'any 1925 va publicar diversos moviments corals d'homes amb Emil Sieber a Berna. Després de traslladar-se a Basilea el 1929, hi va prendre lliçons de Felix Weingartner del 1929 al 1930. De 1935 a 1943 va ser president fundador de l'Associació de Directors de Cor del Nord-oest de Suïssa (avui Associació de Directors de Cor del Nord-oest de Suïssa). Va treballar com a director de cor i orquestra a Suïssa. Va dirigir concerts d'oratori a Berna i Basilea i concerts de cor i orquestra a Zuric, La Chaux-de-Fonds, St. Gallen, Lucerna i St. Moritz. Juntament amb Josef Ivar Müller, va escriure un informe pericial l'any 1947 amb motiu del 75è aniversari del cor d'homes d'Oerlikon a Zuric. De 1944 a 1968 va dirigir el cor d'homes Ligia Grischa.

## Discografia
- Suite Op. 44 - A Celebration of Cellos, Cello Spice, Divine Art 25002